# Diphyllostomatidae
Diphyllostomatidae es una familia de escarabajos raros en Polyphaga, que únicamente habitan en California. La familia aloja un solo género denominado Diphyllostoma. Se sabe casi nada de su ciclo biológico, excepto que los adultos son diurnos y las hembras no vuelan; aún no se han observado sus larvas.
Miden entre 5 y 9 mm de largo, sus cuerpos son alargados, con un tono marrón apagado a rojo-amarronado. Su cuerpo y sus patas están cubiertos de largos pelos.